# نیکولای والیس
نیکولای والیس (انگلیسی: Nicolai Vallys؛ زادهٔ ۴ سپتامبر ۱۹۹۶) بازیکن فوتبال اهل دانمارک است.
از باشگاه‌هایی که در آن بازی کرده‌است می‌توان به باشگاه فوتبال بروندبی اشاره کرد.
وی همچنین در تیم ملی فوتبال دانمارک بازی کرده‌است.